# ズナメンスク (アストラハン州)
ズナメンスク(Знаменск)はロシアのアストラハン州のカプースチン・ヤールにある都市。ロケットやミサイル、核兵器などの試験場であるカプースチン・ヤールの研究の中心地であり、ソ連時代以来閉鎖都市となっている。

## 概要
1946年5月13日にソビエト中央委員会の決定により設立された。1992年までは町の名前がなく、「カプースチン・ヤール1」というコードネームで呼ばれた。1949年にはあばら家だったが、1951年以降は家屋や事務所などが建設され、徐々に整備された。
1951年に最初の学校が開校した。レーニン通りに位置しており、現在ではロシア連邦保安庁の建物になっている。最初の幼稚園は1953年に開園した。
1962年1月11日にソビエト最高評議会により、カプースチン・ヤール1は都市の地位を与えられた。この時から発展して病院や図書館や子供の音楽学校等が設立された。1966年には既に3校と映画館があった。
1992年にロシア連邦最高評議会によりアストラカン地域を含む独立した自治体として閉鎖都市に指定された。
1993年1月27日にカプースチンヤール1は「ズナメンスク」に名前を変更した。